# Grudzice

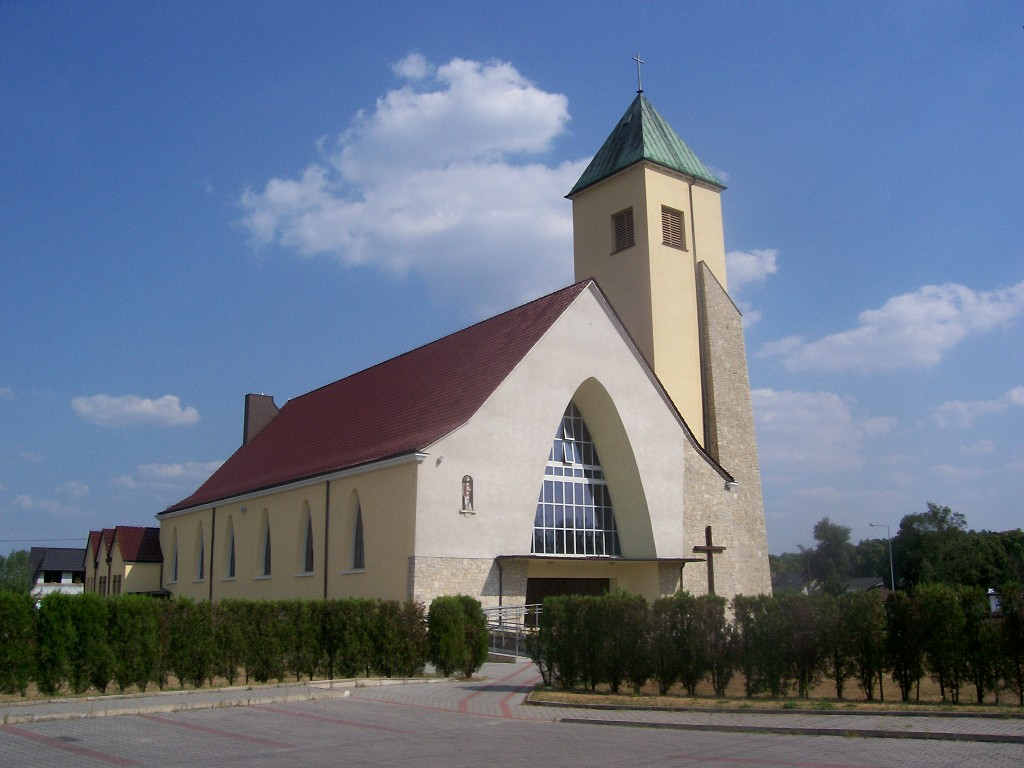
Kościół Matki Boskiej Fatimskiej

Grudzice (niem. Grudschütz, w latach 1936-1946 Gruden) – dzielnica Opola. 

## Historia
Pierwsze wzmianki dokumentowane znajdujemy o niej już w roku 1223 tj. 735 lat temu jako Grudina; późniejsze zapisy, np. Grutczütz, Grutycz 1532, oraz gwarowa forma Grucice, sugerują pochodzenie od nazwy osobowej Gruca. Dzisiejsza nazwa "Grudzice" powstała pod wpływem niemieckiego Grudschütz. Przy pętli autobusowej stoi zabytkowy obelisk symbolizujący założenie osady "Grudzice". Była ona wówczas właściwie osadą, w której dokonywano wypasu owiec. Stopniowo z biegiem lat, jako osada leżąca na szlaku wiodącym z Wrocławia do Krakowa rozrosła się i rozbudowała dochodząc w końcu jej obecnych rozmiarów.                           W XIX w. gmina Grudzice posiadała pieczęć z wizerunkiem misy z ziarnami zboża.                  Szczególny rozkwit gromady przypada na lata międzywojenne tj. na okres między rokiem 1920 a 1939. Wówczas to coraz mocniej i coraz wyraźniej krystalizuje się pragnienie wybudowania własnego kościoła.
Dzielnica Opola od 1975 roku, 2 906 mieszkańców. Datą przełomową w procesie przeobrażeń zachodzących na Grudzicach jest właśnie rok 1975, kiedy zostały one włączone w obręb miasta Opola: kładzenie kanalizacji, rozbudowa ulic. Zaczęto stawiać gmachy użyteczności publicznej tj. straż pożarną, kościół, służące mieszkańcom Grudzic. Mimo silnych procesów urbanistycznych zachodzących na Grudzicach zwłaszcza w latach 80. w odróżnieniu od innych dzielnic nie zniszczono tutaj historycznego, regularnego dawnego rozplanowania wsi, która widoczna jest do dziś.
W maju 1936 roku nazwę miejscowości zmieniono na Gruden. 
W latach 1954–1972 wieś należała i była siedzibą władz gromady Grudzice.

## Opis dzielnicy
Grudzice leżą w południowo-wschodniej części Opola, sąsiadują z Maliną, Nową Wsią Królewską, Kolonią Gosławicką oraz wsią Suchy Bór w powiecie opolskim. Przez obrzeża dzielnicy przebiega droga krajowa nr 94, która rozpoczyna Obwodnicę Opola na rondzie z ul. Strzelecką, która jest główną ulicą w dzielnicy, a także jedną z kilku głównych ulic miasta oraz główną arterią komunikacyjną jako trasa wylotowa z miasta. Prowadzi ona w kierunku Strzelec Opolskich, a także na Górny Śląsk.
Jej granice wytyczają: tory kolejowe (od strony północnej), wiadukt na torami kolejowymi - przecięcie ulic Strzeleckiej oraz Jerzego i Ryszarda Kowalczyków (od strony zachodniej), Jeziora Malińskie (od strony południowej) oraz granica miasta Opola (od strony wschodniej).
Obecnie Grudzcie pełnią głównie funkcję mieszkalną i rekreacyjną. Występują tu osiedla o zabudowie jedno- i wielorodzinnej. Na terenie dzielnicy znajduje się Parafia Matki Boskiej Fatimskiej, Ochotnicza Straż Pożarna, szkoła podstawowa, poczta, oddział Urzędu Skarbowego, stacja paliw czynna całą dobę, stacja tankowania LPG, sklep całodobowy, kilka barów, restauracja, a także dom publiczny. W Grudzicach znajduje się strefa ekonomiczna o charakterze handlowo-usługowym, gł. spożywczym oraz oponiarskim, a także przemysłowym. Na terenie Grudzic znajdują się również duże zbiorniki wodne - Jeziora Malińskie. Przy ulicy Strzeleckiej mieści się cmentarz parafialny, gdzie do dziś dnia chowa się mieszkańców parafii.
Na terenie dzielnicy znajduje się boisko piłkarskie miejscowego klubu B-klasy LZS Grudzice. W okresie przygotowawczym trenują na nim również zawodnicy Odry Opole.
Z Grudzic pochodzi Jerzy Szczakiel, pierwszy polski mistrz świata na żużlu z roku 1973, którego wyczyn powtórzył dopiero w roku 2010 Tomasz Gollob.
Dojazd autobusami miejskimi linii nr 11 oraz 28.